# Garamanti
Garamanti (latinski: Garamantes) su bili drevni narod koji je u antici obitavao u Sahari, a za koji povjesničari vjeruju da je bio berberskog podrijetla. Prvi put ih spominje Herodot, opisujući ih kao narod "etiopskih troglodita", odnosno navodeći da žive u pećinama. Kasniji antički autori navode da su Garamanti sagradili sustav podvodnog navodnjavanja, koji im je omogućio bavljenje poljoprivredom, te razvijanje trgovine i gradova. Povremeno su napadali rimske kolonije na obali. Vjeruje se da je njihova država opstala do 600. godine.

## Vanjske poveznice
- The Royal Saharan Kingdom Garamantes Civilization
- "Kingdom of the Sands"
- Encyclopaedia of the Orient - članak o Garamantijskom carstvu  Arhivirana inačica izvorne stranice od 31. kolovoza 2011. (Wayback Machine)
- romansonline.com  Arhivirana inačica izvorne stranice od 20. srpnja 2011. (Wayback Machine): tekstovi na latinskom u kojima se spominju Garamanti.